# Officiella IRA
Officiella IRA (OIRA) (engelska: Official IRA) är den organisation som uppstod då ursprungliga IRA 1969 splittrades, och Provisoriska IRA (PIRA) bildades.
Eftersom IRA-ledningen med Billy McMillen i spetsen vägrat försvara katolska bostadsområden på Nordirland (mot andra arbetare), grundade Joe Cahill, Brendan Hughes och Billy McKee PIRA och tog avstånd från IRA:s ledare Billy McMillen. 
I maj 1972 förklarade OIRA eldupphör och att de skulle begränsa sina insatser till försvar och vedergällning. I takt med att medlemmar från OIRA gick till det mer aktiva provisoriska IRA (PIRA), började OIRA efter vapenvilan att betraktas som b-laget i rörelsen.
1974 splittrades OIRA igen, då IRSP och dess militanta gren INLA (Irländska befrielsearmén) grundades av bland annat Seamus Costello. Det var en arbetarklassorganisation som fokuserade på ett fritt Irland och även försvarade katolska bostadsområden.
OIRA blev involverat i strider mot både provisoriska IRA och INLA. OIRA sades också ha kopplingar till organiserad brottslighet. Medlemsantalet sjönk drastiskt mot slutet och från 1972 var det inte mycket verksamhet.
Officiella IRA hade en i huvudsak marxistisk åskådning, och var knutna till partiet Officiella Sinn Féin (senare Sinn Féin the Workers Party, därefter Workers' Party och från 2006 The Workers Party of Ireland.)